# IOS 11
iOS 11 és l'onzè llançament principal del sistema operatiu iOS, dissenyat per Apple, com a successor de iOS 10. Es va anunciar en la Worldwide Developers Conference (WWDC), el 5 de juny de 2017, i va ser publicat oficialment el 19 de setembre de 2017.

## Llançament
Després de la seva presentació el 5 de juny de 2017, Apple va llançar la primera versió beta de iOS 11 disponible per a desenvolupadors. A més, es va anunciar que aquesta beta seria posada a disposició del públic general a finals del mes de juny i que la versió final seria llançada oficialment el 19 de setembre d'aquest mateix any.

## Característiques

### Pantalla de bloqueig
Es combinen la pantalla de bloqueig i el centre de notificacions. Es permet als usuaris veure totes les notificacions directament des de la pantalla de bloqueig, lliscant amb el dit cap amunt per mostrar-les i cap avall per ocultar-les.

### Centre de control
Es redissenya completament el centre de control, el qual, amb aquesta versió, ocupa tota la pantalla, s'eliminen les múltiples pàgines introduïdes amb iOS 10. S'habilita la possibilitat d'utilitzar el 3D Touch sobre les icones, per mostrar opcions addicionals; es redissenyen, també, els variadors de volum i lluentor; i s'afegeix la possibilitat de personalitzar el centre de control, des de la configuració del dispositiu, per afegir o eliminar opcions.

### Siri
L'assistent personal adquireix una veu més natural i humana, i guanya intel·ligència. És possible sol·licitar-li traduccions, inicialment d'anglès a xinès, francès, alemany, italià i espanyol. També se li pot escriure manualment en lloc d'usar la veu. Siri és capaç d'aprendre de l'ús que cada usuari li dona al dispositiu —com per exemple, les apps més usades, interessos i suggeriments— per oferir-li una resposta més propera a allò desitjat.

### Files
La nova aplicació 'Arxius' (Files, en anglès) substituirà l'iCloud Drive i s'encarregarà de gestionar tots els arxius. Aquesta aplicació integra serveis a tercers com Dropbox.

### App Store
iOS 11 presenta una App Store totalment redissenyada, mitjançant agrupacions de targetes amb la informació més important de cada app, així com articles sobre les apps de la setmana o possibles especialitzacions.

### iPad i iPad Pro
iOS 11 també ha portat notables millores per als dispositius iPad i iPad Pro (gràcies a la seva pantalla més gran, les millores són específiques d'aquests dispositius i no estan incloses en l'iPhone): 
- Un dock redissenyat amb espai per a més aplicacions.
- Millores en el funcionament simultani de diferents aplicacions: ara se'n poden tenir 11 funcionant simultàniament en el mode picture in picture i slide over.
- L'aparició de la funció d'arrossegar i deixar anar, Drag & Drop.
- Més funcions per a l'Apple Pencil en l'iPad Pro, incloent-hi la signatura de documents escanejats i un nou mètode per a fer captures de pantalla.[2]

## Versions
| Versió | Build    | Data                                                     | Informació                                                                     | Descàrrega |
| ------ | -------- | -------------------------------------------------------- | ------------------------------------------------------------------------------ | ---------- |
| 11.0   | 15A5278f | 5 de juny de 2017 (Beta 1) - 31 d'agost de 2017 (Beta 9) | Primera beta per a desenvolupadors de la versió inicial. Actualment en Beta 9. |            |
| 11.0   | 15A372   | 19 de setembre de 2017                                   | Versió final.                                                                  |            |
| 11.0.1 | 15A402   | 26 de setembre de 2017                                   | Correcció d'errors i millora d'estabilitat.                                    |            |
| 11.0.2 | 15A421   | 03 d'octubre de 2017                                     |                                                                                |            |
| 11.0.3 | 15A432   | 11 d'octubre de 2017                                     |                                                                                |            |
| 11.1   | 15B93    | 31 d'octubre de 2017                                     |                                                                                |            |
| 11.1.2 | 15B202   | 16 de novembre de 2017                                   |                                                                                |            |
| 11.2   | 15C114   | 2 de desembre de 2017                                    |                                                                                |            |

## Dispositius compatibles
iOS 11 no està disponible per a dispositius amb processadors de 32 bits i és exclusiu per als processadors de 64 bits, la qual cosa significa que són compatibles tots els dispositius que acceptaven iOS 10 amb l'excepció de l'iPhone 5 (presentat en 2012), l'iPhone 5c (de 2013) i l'iPad de quarta generació (de 2012). La llista completa de dispositius que suporten aquesta versió és la següent:
- iPhone 5S
- iPhone 6
- iPhone 6 Plus
- iPhone 6S
- iPhone 6S Plus
- iPhone 7
- iPhone 7 Plus
- iPhone 8
- iPhone 8 Plus
- iPhone X
- iPad Air
- iPad Air 2
- iPad (2017)
- iPad (4a generació)
- iPad Mini
- iPad Mini 2
- iPad Mini 3
- iPad Mini 4
- iPad Pro 9,7
- iPad Pro 10,5
- iPad Pro 12,9 (1a generació)
- iPad Pro 12,9 (2a generació)
- iPod Touch (6a generació)